# Veikkausliiga 2009
La Veikkausliiga 2009 fue la 79va. temporada de la Primera División de Finlandia. La temporada comenzó el 18 de abril de 2009 y finalizó el 27 de octubre de 2009. El campeón fue el club HJK Helsinki que consiguió su 22° título de liga.

## Ascenso y descenso
| Pos. | Descendidos de la Veikkausliiga 2008 |
| ---- | ------------------------------------ |
| 14º  | KooTeePee                            |

| Pos. | Ascendidos de la Ykkönen 2008 |
| ---- | ----------------------------- |
| 1º   | JJK                           |

## Clubes
| Club             | Ciudad       | Estadio                | Capacidad |
| ---------------- | ------------ | ---------------------- | --------- |
| Haka             | Valkeakoski  | Tehtaan kenttä         | 3.516     |
| HJK              | Helsinki     | Finnair Stadium        | 10.770    |
| Honka            | Espoo        | Tapiolan Urheilupuisto | 6.000     |
| Inter Turku      | Turku        | Veritas Stadion        | 9.372     |
| Jaro Pietarsaari | Pietarsaari  | Jakobstads Centralplan | 5.000     |
| JJK              | Jyväskylä    | Harjun stadion         | 3.000     |
| KuPS             | Kuopio       | Magnum Areena          | 3.500     |
| Lahti            | Lahti        | Lahden Stadion         | 14.465    |
| IFK Mariehamn    | Mariehamn    | Wiklöf Holding Arena   | 1.600     |
| MyPa             | Anjalankoski | Saviniemi              | 4.167     |
| RoPs             | Rovaniemi    | Keskuskenttä           | 3.400     |
| Tampere United   | Tampere      | Ratina Stadion         | 17.000    |
| TPS              | Turku        | Veritas Stadion        | 9.372     |
| VPS              | Vaasa        | Hietalahti Stadium     | 4.600     |

## Sistema de competición
Los catorce equipos participantes jugaron entre sí todos contra todos dos veces totalizando 26 partidos cada uno, al término de la jornada 26 el primer clasificado obtuvo un cupo para la segunda ronda de la Liga de Campeones 2010-11, mientras que el segundo y tercer clasificado obtuvieron un cupo para la primera ronda de la Liga Europea 2010-11; por otro lado el último clasificado descendió a la Segunda División 2010, mientras que el penúltimo clasificado jugó el Play-off de relegación contra el subcampeón de la  Segunda División que determinó el equipo que jugará en la Veikkausliiga 2010.
Un tercer cupo para la primera ronda de la Liga Europea 2010-11 fue asignado al campeón de la Copa de Finlandia.

## Tabla de posiciones
| Pos. | Equipo           | Pts. | PJ | G  | E  | P  | GF | GC | Dif. | Clasificación 2010–11                 |
| ---- | ---------------- | ---- | -- | -- | -- | -- | -- | -- | ---- | ------------------------------------- |
| 1    | HJK              | 52   | 26 | 14 | 10 | 2  | 45 | 21 | +24  | Segunda ronda de la Liga de Campeones |
| 2    | Honka            | 49   | 26 | 13 | 10 | 3  | 65 | 29 | +36  | Segunda ronda de la Liga Europea      |
| 3    | TPS              | 49   | 26 | 13 | 10 | 3  | 46 | 20 | +26  | Primera ronda de la Liga Europea      |
| 4    | IFK Mariehamn    | 43   | 26 | 10 | 13 | 3  | 30 | 21 | +9   |                                       |
| 5    | Inter Turku      | 40   | 26 | 11 | 7  | 8  | 38 | 30 | +8   | Tercera ronda de la Liga Europea      |
| 6    | Haka             | 37   | 26 | 10 | 7  | 9  | 40 | 35 | +5   |                                       |
| 7    | Tampere United   | 37   | 26 | 11 | 4  | 11 | 31 | 31 | 0    |                                       |
| 8    | VPS              | 35   | 26 | 10 | 5  | 11 | 30 | 36 | −6   |                                       |
| 9    | MyPa             | 34   | 26 | 9  | 7  | 10 | 32 | 30 | +2   | Primera ronda de la Liga Europea      |
| 10   | Jaro Pietarsaari | 32   | 26 | 8  | 8  | 10 | 33 | 34 | −1   |                                       |
| 11   | Lahti            | 31   | 26 | 8  | 7  | 11 | 33 | 40 | −7   |                                       |
| 12   | KuPS             | 23   | 26 | 6  | 5  | 15 | 29 | 53 | −24  |                                       |
| 13   | JJK              | 16   | 26 | 3  | 7  | 16 | 25 | 52 | −27  | Promoción por la permanencia          |
| 14   | RoPs             | 16   | 26 | 4  | 4  | 18 | 21 | 66 | −45  | Descenso a Ykkönen 2010               |

Actualizado a los partidos jugados el 17 de octubre de 2009.
 Fuente: Soccerway
Notas:
1. ↑  Tras ganar la Copa de Finlandia, el Inter Turku obtuvo un cupo para la tercera ronda de la Liga Europea 2010-11.
2. ↑  Finlandia estaba entre las tres mejores federaciones en el ranking Fair Play de la UEFA y, por lo tanto, recibió un lugar adicional en la Primera ronda de clasificación de la Europa League

## Tabla de resultados cruzados
| Local \ Visitante | HAK | HJK | HON | INT | JAR | JJK | KPS | LAH | MAR | MYP | RPS | TAM | TPS | VPS |
| ----------------- | --- | --- | --- | --- | --- | --- | --- | --- | --- | --- | --- | --- | --- | --- |
| Haka              | —   | 1–2 | 1–1 | 2–2 | 0–0 | 2–4 | 3–0 | 3–0 | 5–1 | 2–3 | 3–1 | 1–0 | 0–3 | 0–1 |
| HJK               | 3–3 | —   | 1–1 | 2–0 | 1–1 | 1–1 | 5–1 | 1–0 | 2–0 | 1–0 | 4–0 | 1–0 | 2–2 | 2–0 |
| Honka             | 2–0 | 1–1 | —   | 2–3 | 5–1 | 5–2 | 4–1 | 2–2 | 1–1 | 0–0 | 9–0 | 3–1 | 0–0 | 3–0 |
| Inter Turku       | 0–2 | 1–1 | 2–1 | —   | 1–0 | 3–0 | 2–3 | 1–1 | 1–1 | 2–1 | 4–0 | 2–2 | 2–0 | 0–1 |
| Jaro              | 1–0 | 0–2 | 3–5 | 0–1 | —   | 5–1 | 1–1 | 0–1 | 0–0 | 3–0 | 2–0 | 0–0 | 1–0 | 1–3 |
| JJK               | 0–0 | 1–1 | 2–3 | 1–0 | 0–2 | —   | 1–2 | 2–1 | 0–2 | 0–1 | 1–1 | 2–2 | 1–1 | 1–2 |
| KuPS              | 5–1 | 0–3 | 0–4 | 0–2 | 2–2 | 2–0 | —   | 1–1 | 2–2 | 0–2 | 3–0 | 1–2 | 0–3 | 3–3 |
| Lahti             | 2–4 | 1–2 | 1–1 | 1–3 | 2–1 | 3–1 | 1–0 | —   | 1–1 | 0–1 | 4–1 | 2–1 | 2–4 | 0–0 |
| IFK Mariehamn     | 2–1 | 0–0 | 2–2 | 2–0 | 2–1 | 3–1 | 3–0 | 2–0 | —   | 0–0 | 2–1 | 1–0 | 1–1 | 0–0 |
| MyPa              | 0–2 | 1–0 | 1–3 | 0–0 | 0–0 | 4–0 | 1–2 | 2–2 | 1–2 | —   | 4–0 | 4–1 | 2–2 | 0–2 |
| RoPS              | 0–0 | 1–0 | 1–2 | 0–2 | 5–3 | 2–1 | 1–0 | 0–1 | 0–0 | 1–1 | —   | 1–5 | 0–4 | 2–3 |
| Tampere United    | 1–1 | 1–2 | 1–0 | 3–2 | 0–2 | 1–0 | 2–0 | 0–2 | 1–0 | 2–0 | 3–1 | —   | 0–2 | 1–0 |
| TPS               | 1–2 | 1–1 | 0–0 | 2–0 | 1–1 | 0–0 | 3–0 | 5–2 | 0–0 | 3–1 | 3–2 | 1–0 | —   | 2–0 |
| VPS               | 0–1 | 3–4 | 2–5 | 2–2 | 1–2 | 3–2 | 1–0 | 1–0 | 0–0 | 0–2 | 2–0 | 0–1 | 0–2 | —   |

## Play-off de relegación
Será jugado entre el decimotercero de la liga contra el subcampeón de la Segunda División de Finlandia.
| Equipo 1 | Agr. | Equipo 2 | Ida | Vuelta |
| -------- | ---- | -------- | --- | ------ |
| KPV      | 3–5  | JJK      | 2–3 | 1–2    |

## Goleadores
| Pos. | Jugador           | Club          | Goles |
| ---- | ----------------- | ------------- | ----- |
| 1    | Hermanni Vuorinen | Honka         | 16    |
| 2    | Jami Puustinen    | Honka         | 12    |
| 3    | Timo Furuholm     | Inter Turku   | 11    |
| 4    | Wayne Brown       | TPS           | 9     |
| 4    | Mikko Paatelainen | TPS           | 9     |
| 4    | Babatunde Wusu    | TPS           | 9     |
| 7    | Tamás Gruborovics | IFK Mariehamn | 8     |
| 7    | Juho Mäkelä       | HJK           | 8     |
| 7    | Drilon Shala      | Lahti         | 8     |
| 7    | Dawda Bah         | HJK           | 8     |